# Nefelòmetre

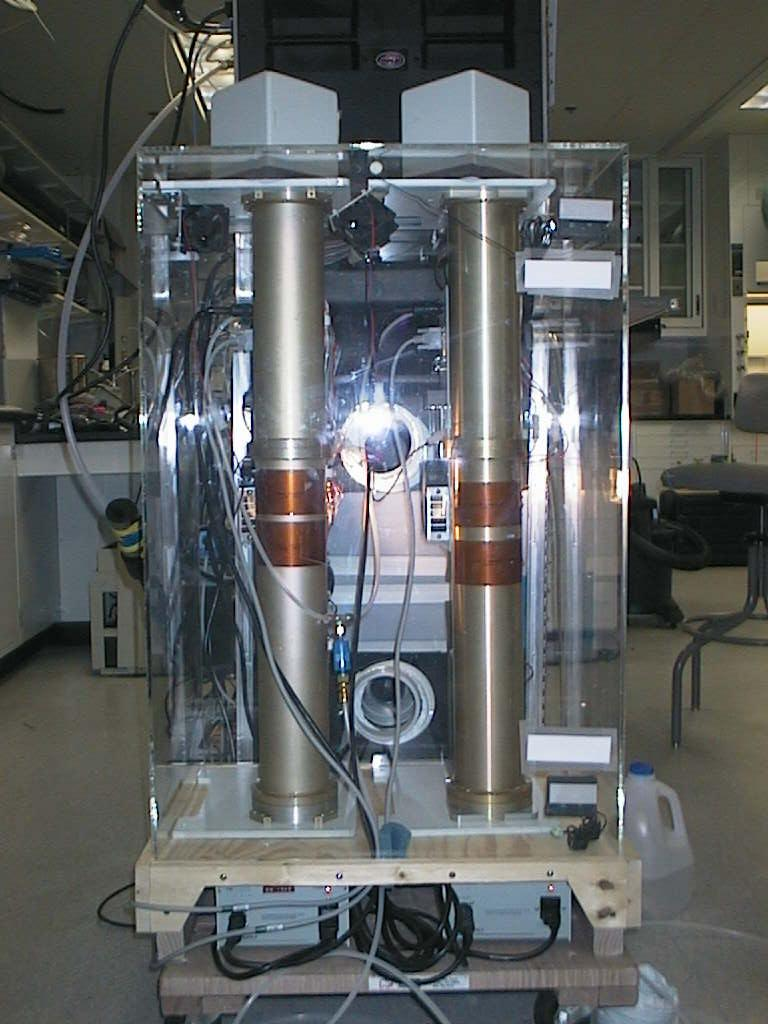
Un nefelòmetre a Kosan (Corea del Sud).

Un nefelòmetre és un aparell de mesura emprat en nefelometria que consta essencialment d'una font lluminosa, una cel·la per a la mostra i un detector fotoelèctric. Mesura la funció de dispersió en diversos angles de les partícules en suspensió en un medi tèrbol. A l'atmosfera terrestre les mesures amb el nefelòmetre permeten determinar la grandària i les propietats òptiques de les partícules aerosols. La paraula nefelòmetre s'ha format amb la unió del prefix nefelo-, que prové del grec nephele, que significa boira, i del sufix -metre, que significa mesurar.
L'aparell que mesura partícules suspeses en un líquid o un gas col·loidals mitjançant un feix de llum que travessa el contenidor de la mostra i un detector que se sol disposar a 90°. Així doncs, la intensitat de llum que arriba al detector varia en funció de la quantitat de partícules que reflecteixin la llum a 90° i de les propietats d'aquestes com ara la forma, el color i la reflectivitat. Els nefelòmetres es calibren amb una partícula coneguda i el valor trobat es corregeix amb factors K per compensar el color de la pols mesurada. Aquest factor es determina per comparació amb aire de l'ambient.

## Usos
Bàsicament, els nefelòmetres es fan servir per a controlar la qualitat de l'aire, control del clima i la visibilitat de l'ambient. L'aire conté partícules que poden ser contaminants biològics, gasosos o pols.
Aquí es pot veure una taula amb el tipus i mides dels contaminants en forma de partícula. Aquesta informació és útil a l'hora d'entendre les característiques de la contaminació en interiors o en l'aire i per controlar el nivell de netedat de l'aire.
Les partícules suspeses en l'aire contenen partícules despreses d'éssers vius com poden ser animals, plantes, fongs, bacteris, pols i pol·len entre d'altres. Aquestes causen problemes de salut, per tant, tenen un interès especial per a l'estudi de la qualitat de l'aire. El nivell de contaminació biològica depèn de la temperatura i la humitat en l'ecosistema dels microorganismes.
Els nefelòmetres també es fan servir en estudis de canvi climàtic mitjançant mesures de radiació global del planeta. Es mesuren tres longituds d'ona per a determinar la quantitat de radiació reflectida per la pols i la matèria en forma de partícules. Si aquesta radiació és gran, la radiació que arriba a la superfície de la terra és petita i disminueix la temperatura de la terra.
Un altre ús que es pot fer és la mesura de la visibilitat amb un nefelòmetre d'una longitud d'ona. Es pot determinar la visibilitat en la distància gràcies a l'aplicació d'una conversió anomenada fórmula de Koschmieder.

## "Sheath Air"
El “sheath air” és aire filtrat que envolta l'aerosol a la cambra de mesura per evitar que les partícules circulin o es depositin a la cambra. També evita la contaminació, ja que reté la substància a mesurar i millora el manteniment del nefelòmetre perquè manté la cambra òptica neta. Aquest aire s'obté bombant aire per un filtre zero abans de començar a mesurar la mostra.